# Ulica Klasztorna w Krakowie
Ulica Klasztorna – ulica w Krakowie, w dzielnicy XVIII Nowa Huta, w Mogile. 
Biegnie od skrzyżowania z aleją Jana Pawła II i ulicą T. Ptaszyckiego do ronda przy ulicy Podbipięty i Mostu Wandy.
Ulica miała już istnieć w 1222 roku, była drogą prowadzącą od szlaku na Ruś (obecna aleja Jana Pawła II) do klasztoru cystersów i dalej do przeprawy na Wiśle. W obecnym kształcie istnieje od XVIII wieku, kiedy w miejscu obecnego mostu Wandy powstała przeprawa promowa łącząca Mogiłę z Rybitwami.

## Ważniejsze obiekty
- Willa Rogozińskich (ul. Klasztorna 2);
- Park przy ulicy Klasztornej;
- drewniany Kościół św. Bartłomieja (ul. Klasztorna 4);
- Kościół i klasztor cystersów (ul. Klasztorna 11);
- Błonia mogilskie (ul. Klasztorna 23);
- Lasek Mogilski;
- Zabytkowe chałupy mogilskie (dom młynarza ul. Klasztorna 11a).

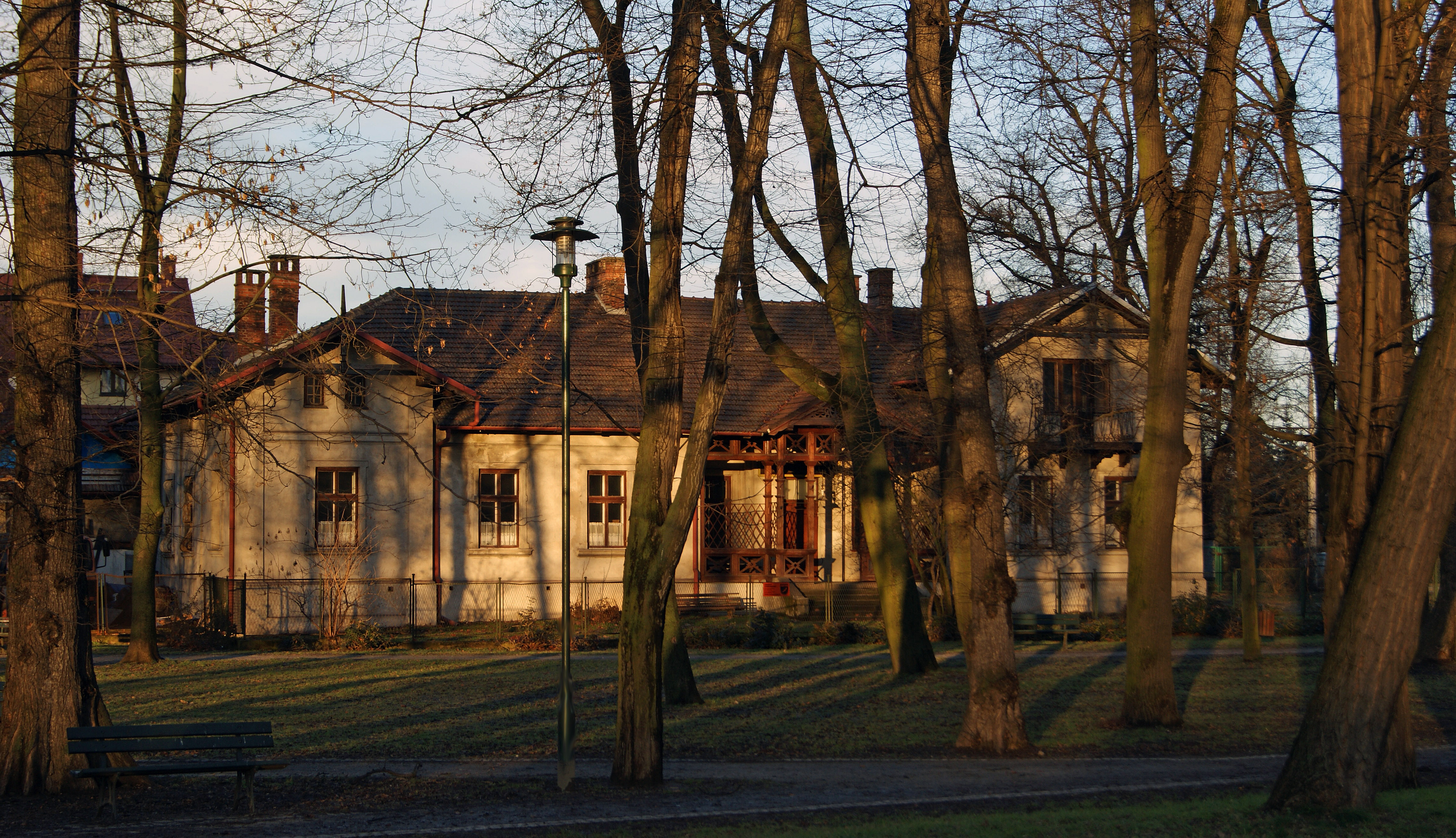
ul. Klasztorna 2 Willa Rogozińskich
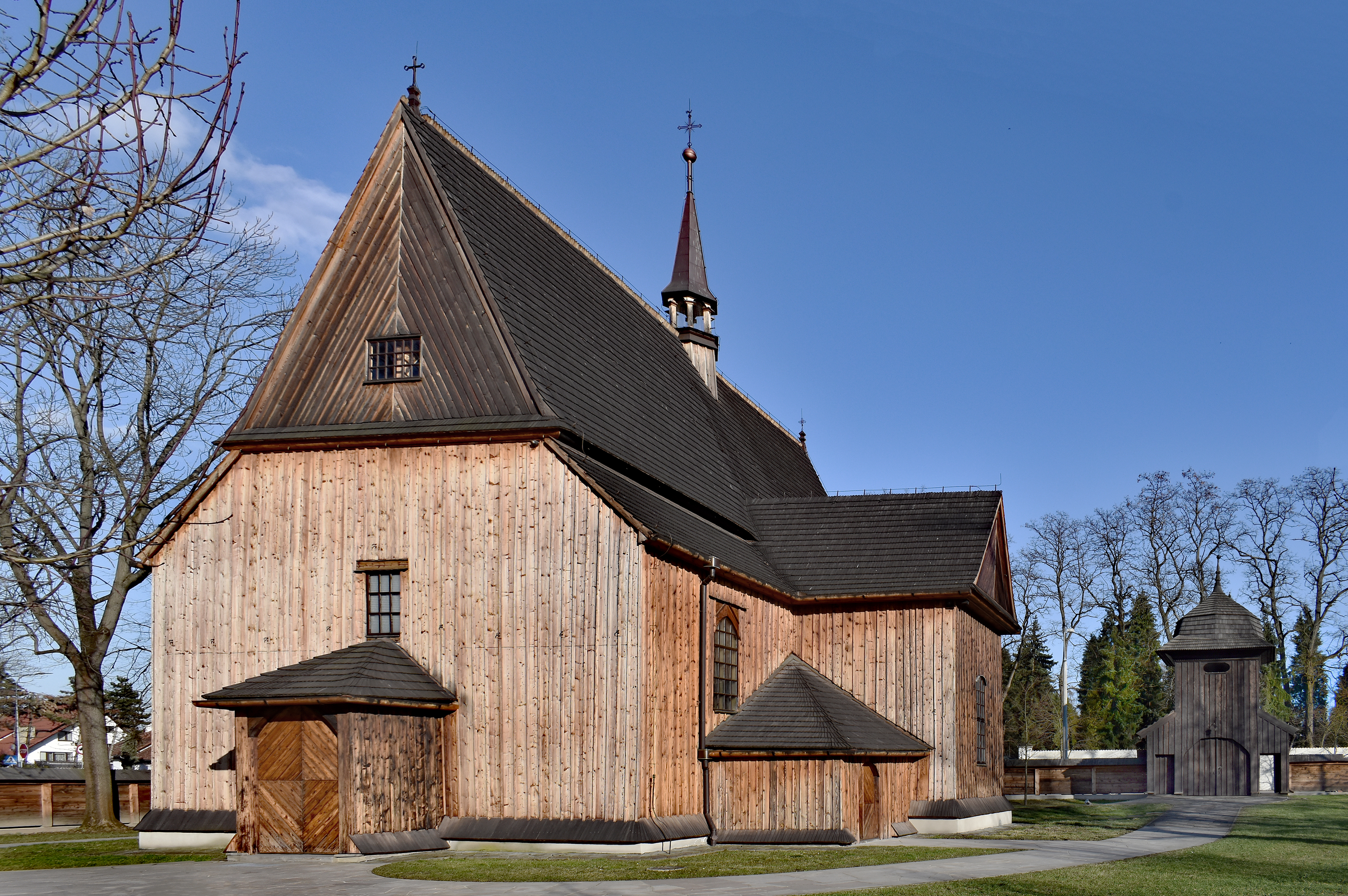
ul. Klasztorna 4 Kościół Narodzenia Pańskiego i św. Bartłomieja
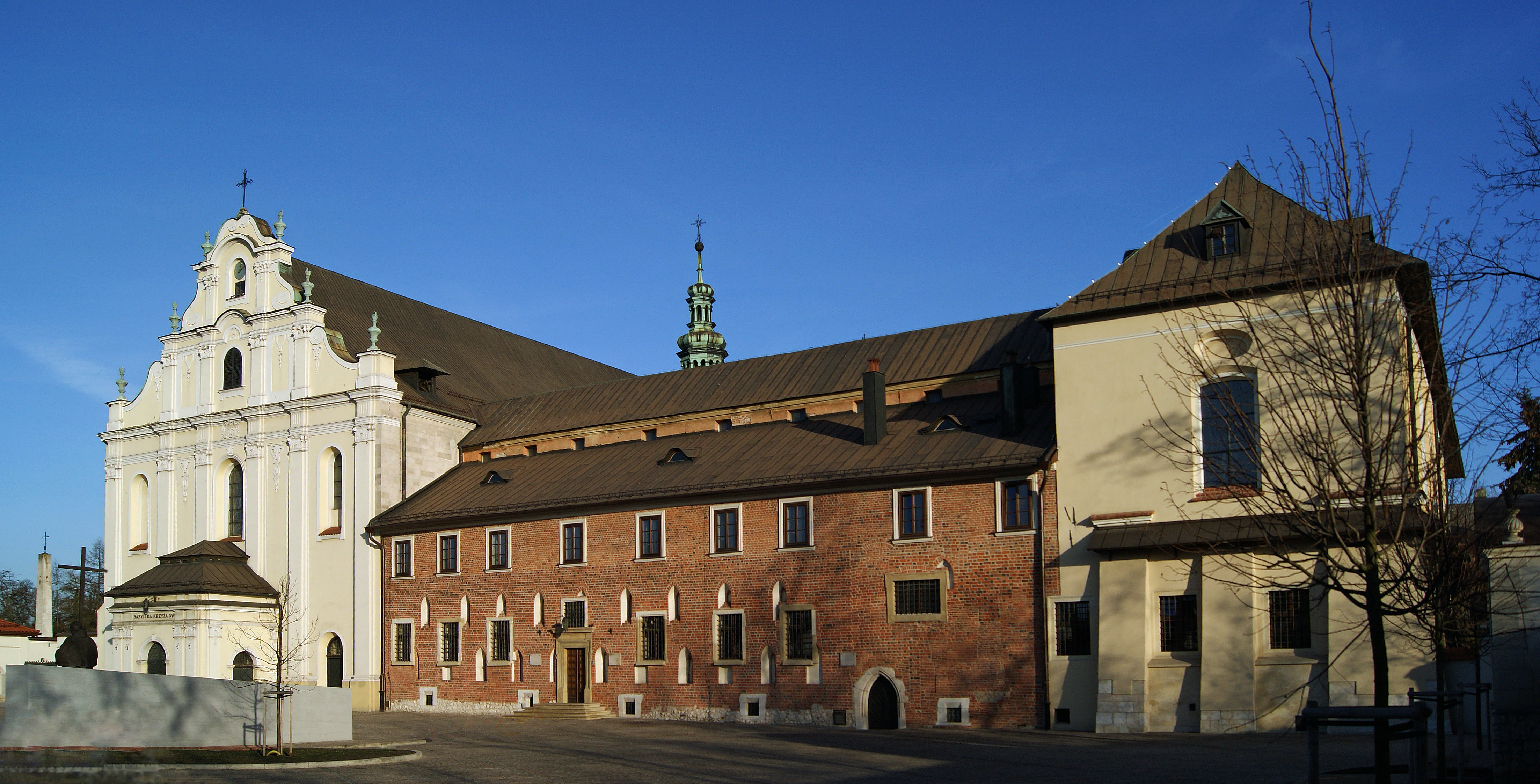
ul. Klasztorna 11 Kościół i klasztor cystersów
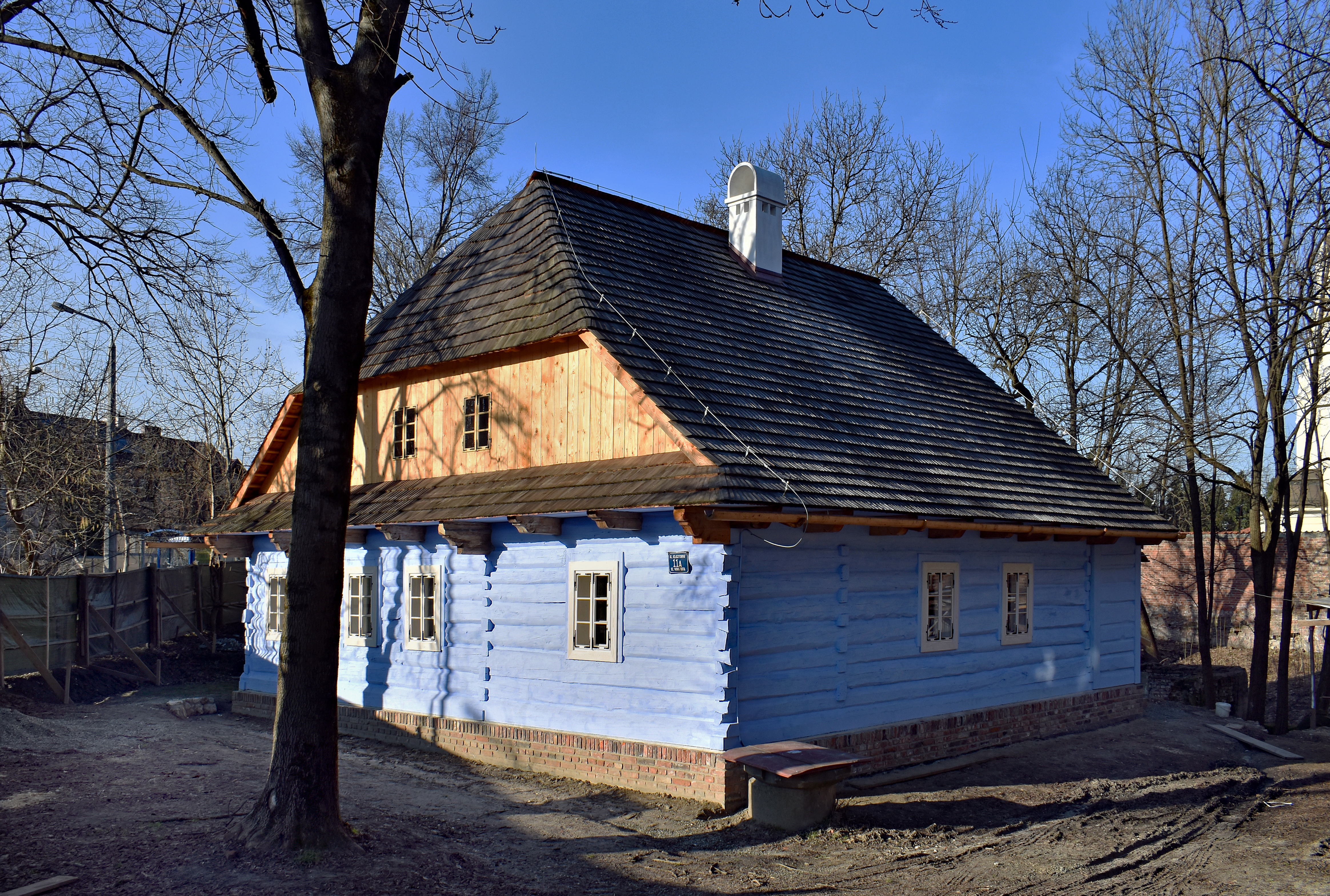
ul. Klasztorna 11a Dom młynarza